# کنکیستادور

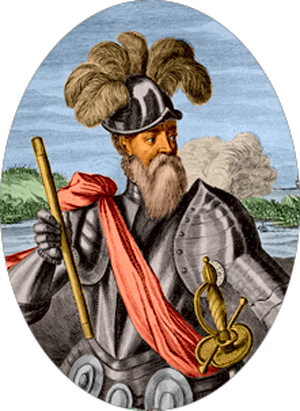
فرانسیسکو پیزارو، از کنکیستادورهای اسپانیایی. وی تسخیرکنندهٔ امپراتوری اینکا بود.

کُنکیستادورها (به اسپانیایی: Conquistador) سربازان، کاشفان و مخاطره‌جویان سده‌های ۱۵ و ۱۶ میلادی بودند که در فتح تدریجی بخش‌های بزرگی از قاره آمریکا و نواحی آسیایی اقیانوس آرام شرکت کردند و آن سرزمین‌ها را تحت انقیاد امپراتوری اسپانیا درآوردند.

## نگارخانه

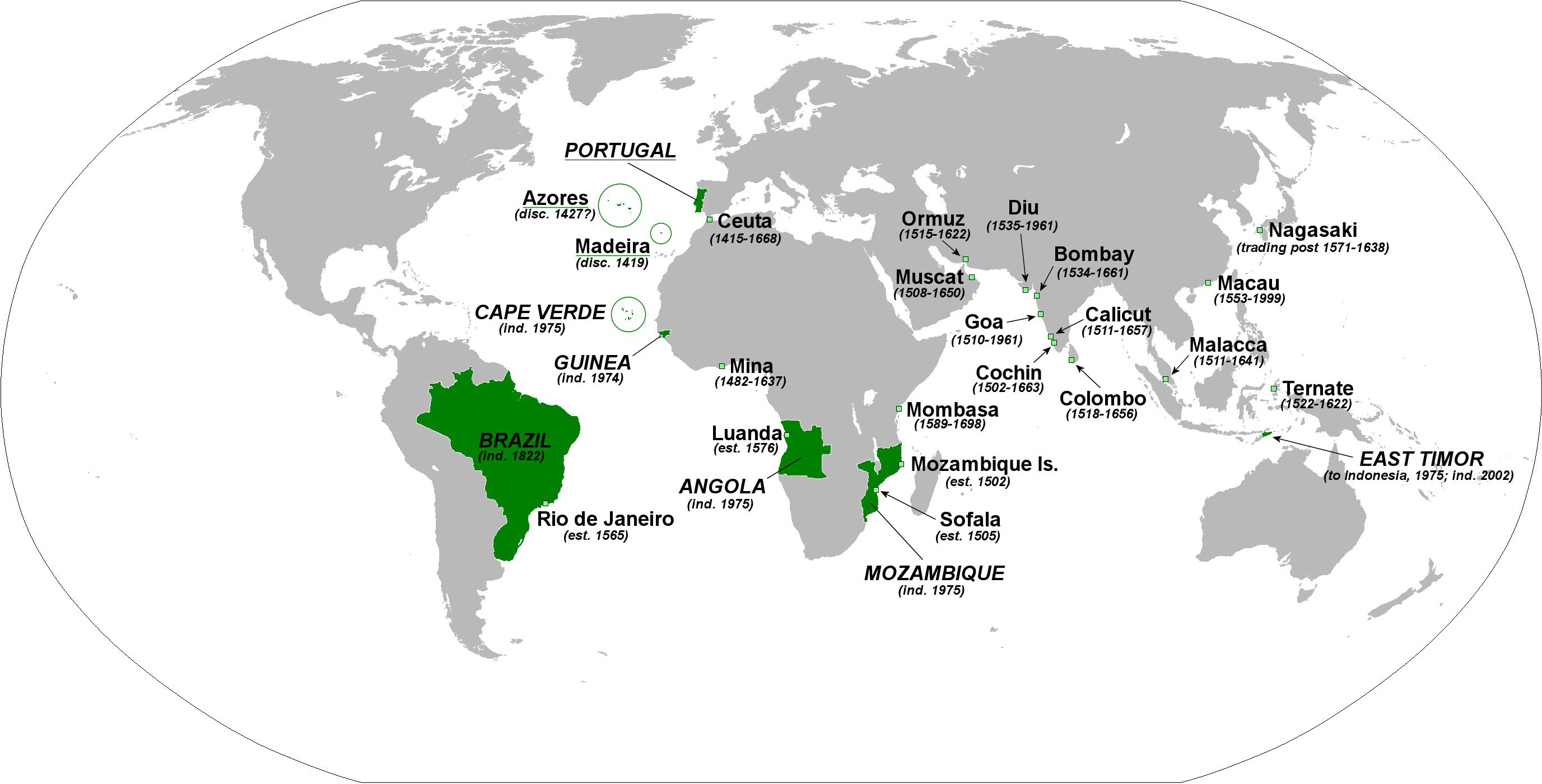
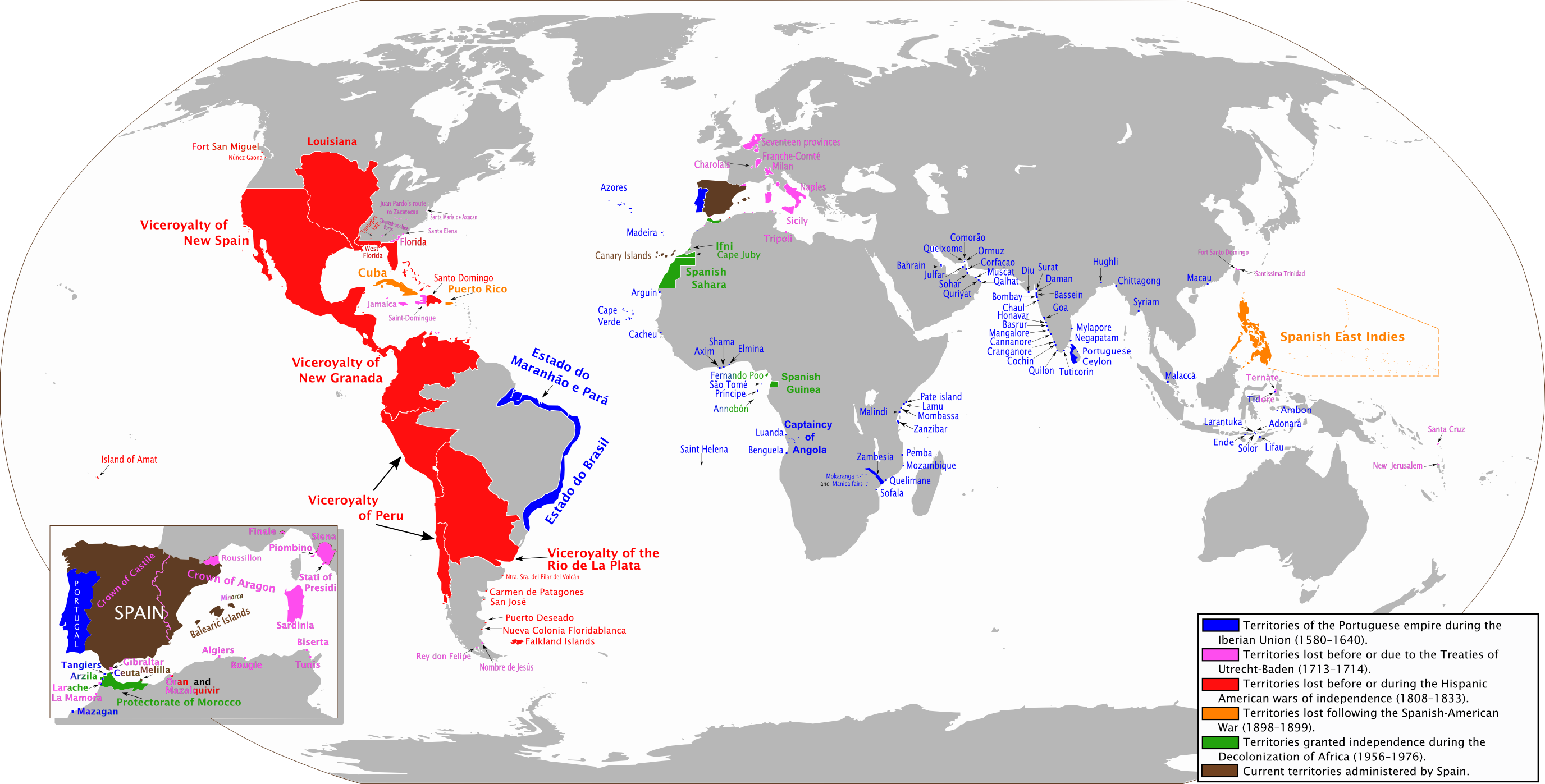
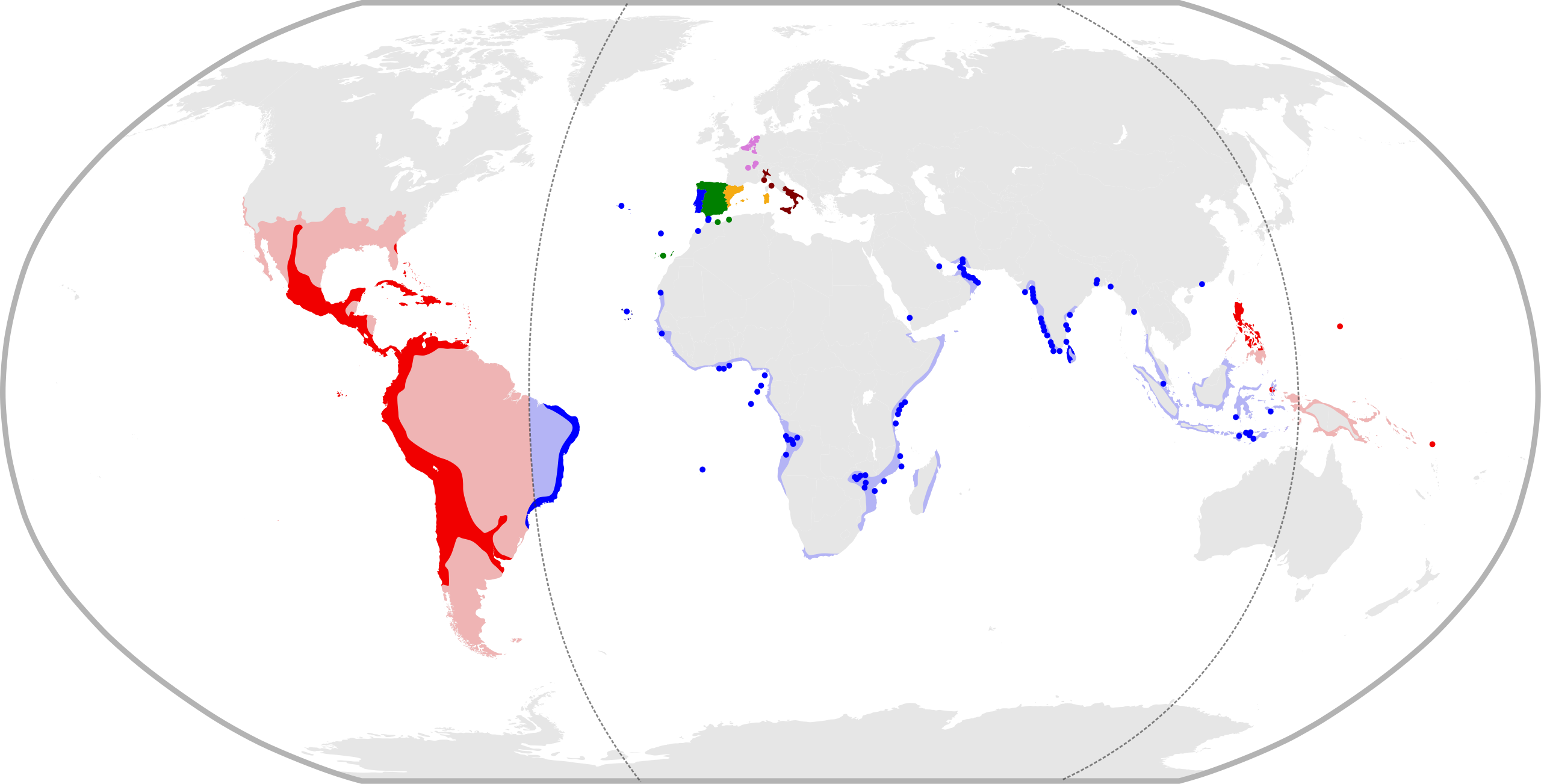
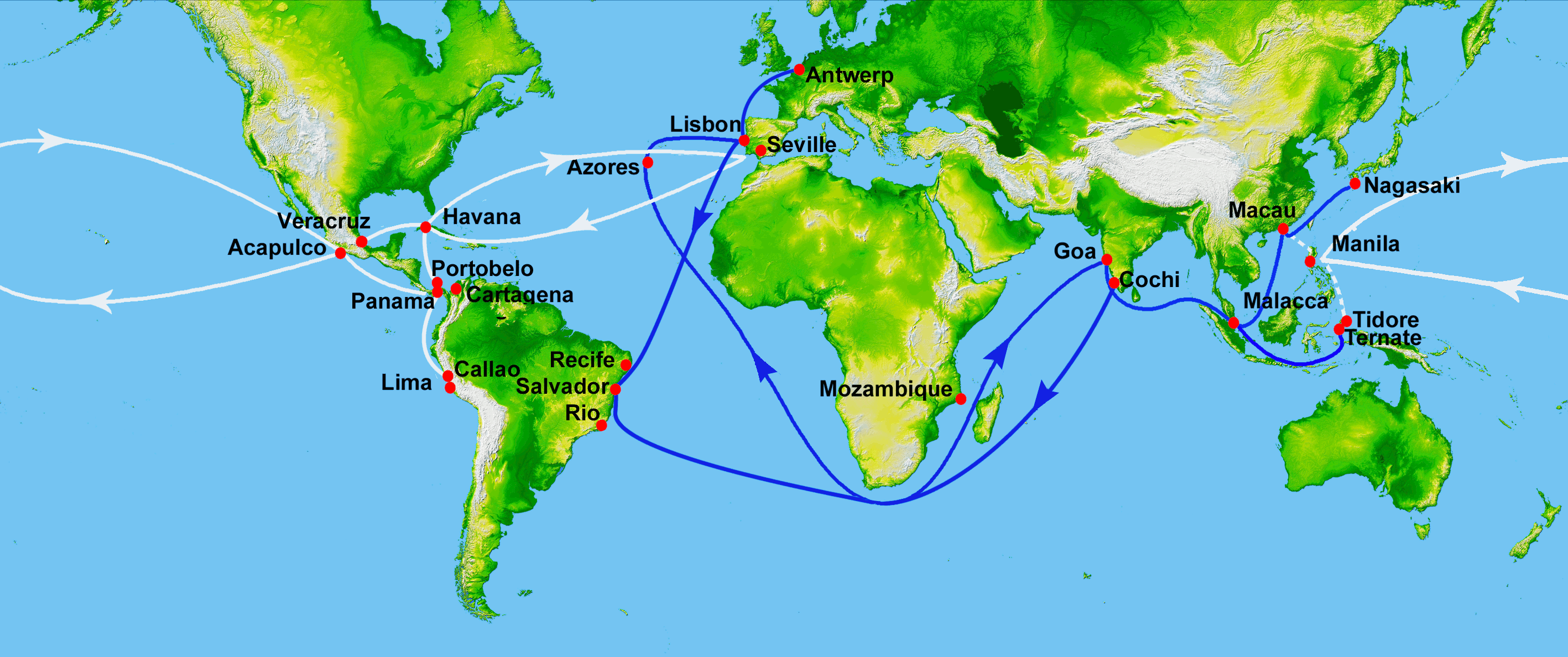